# Щериця Юрій Павлович
Щериця Юрій Павлович — український музикознавець.
Народився 28 квітня 1937 р. в Хабаровську. Закінчив історико-теоретичний факультет Київської консерваторії (1966). Працював викладачем у музичних школах, у видавництві «Музична Україна», в Укрконцерті тощо.
В 1964—1967 рр. був редактором Українського радіо і телебачення.
Член Національної спілки композиторів України.